# Говернадор-Мангабейра
Говернадор-Мангабейра (порт. Governador Mangabeira) — муниципалитет в Бразилии, входит в штат Баия. Составная часть мезорегиона Агломерация Салвадор. Входит в экономико-статистический микрорегион Санту-Антониу-ди-Жезус. Население составляет 18 885 человек на 2006 год. Занимает площадь 94,359 км². Плотность населения — 200,1 чел./км².

## Статистика
- Валовой внутренний продукт на 2003 год составляет 64 063 708,00 реалов (данные: Бразильский институт географии и статистики).
- Валовой внутренний продукт на душу населения на 2003 год составляет 3792,77 реала (данные: Бразильский институт географии и статистики).
- Индекс развития человеческого потенциала на 2000 год составляет 0,676 (данные: Программа развития ООН).